# Накасонэ, Ясутака
Ясутака Накасонэ (яп. 中曽根康隆, род. 19 января 1982) — японский политик, член Либерально-демократической партии, депутат Палаты представителей.
Родился 19 января 1982 года в Токио. Его отец, Хирофуми Накасонэ, был министром иностранных дел в правительстве Таро Асо, а дедушка — бывший премьер-министр Японии Ясухиро Накасоне.
Закончил Колумбийский университет, Нью-Йорк, где получил степень магистра по международным отношениям. Работал в JPMorgan Chase[уточнить]